# Septoria rhamni-catharticae
Septoria rhamni-catharticae är en svampart som beskrevs av Ces. 1880. Septoria rhamni-catharticae ingår i släktet Septoria och familjen Mycosphaerellaceae.   Inga underarter finns listade i Catalogue of Life.